# میخنگوویتس
میخنگوویتس (به لاتین: Michniowiec) یک روستا در لهستان است که در گمینا چارنا (شهرستان بیشچاد) واقع شده‌است. میخنگوویتس ۱۷۰ نفر جمعیت دارد.